# Teodoro Monteys
Teodoro Monteys (Villa de Gracia, - ? ) fue un ciclista español que corrió entre 1921 y 1929. Durante su carrera deportiva consiguió diferentes victorias, entre ellas 2 etapas de la Vuelta en Cataluña y una Vuelta en Cantabria.
Sus conciudadanos ya le rindieron un homenaje el 1925, y aún en 1959 participaba en algún acto benéfico.

## Palmarés
- 1920
- 1º en las 6 Horas de Gavà a la americana (con Narciso Peña)
- 1º en el Campeonato de Sant Andreu (del "Sport Ciclista Andresense")
- 1921
- 1º en la Carrera de Homenaje a Josep Prat (Badalona)
- 1º en el Campeonato de Sant Andreu
- 3º en el Campeonato de Cataluña
- 1922
  - 1º en el Campeonato de Gràcia
  - 1º en el Campeonato de Sants
  - 1º en la Carrera de Manresa
  - 1º en la Carrera de medio fondo de Badalona
  - 4º en el Campeonato de España en ruta
- 1923
  - 1º en el Campeonato de Gracia
  - 1º en el Campeonato de Sants
  - 1º en la Carrera de la Fiesta  Mayor de Mollet
  - 1º en la Barcelona-Manresa-Barcelona
- 1924
  - Vencedor de la segunda etapa de la Volta a Cataluña y 2n a la clasificación general
  - 1º en el Campeonato de Gràcia
  - 2º en el Campeonato de Cataluña
  - 3º en el Campeonato de España en ruta
  - 7º en la Vuelta al País Vasco y 1º corredor español
- 1925
  - 1º en la Vuelta a Cantabria y vencedor de una etapa etapa
  - Vencedor de la tercera etapa de la Volta a Cataluña y 3º a la clasificación general
  - 1º en Mollet
  - 1º en la Barcelona-Manresa-Barcelona (Campeonato de Santos-Trofeo Peña Rhin)